# Перетц, Владимир Николаевич

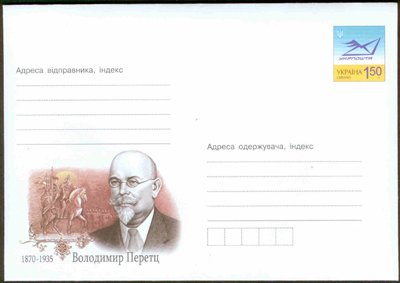
Почта Украины, конверт к 140-летию В. Н. Перетца

Влади́мир Никола́евич Пе́ретц (19 (31) января 1870, Санкт-Петербург — 24 сентября 1935, Саратов) — русский и советский филолог, историк литературы, педагог; автор работ по источниковедению, текстологии, палеографии, фольклористике и истории театра. Академик Петербургской академии наук/Российской Академии наук/Академии наук СССР (с 1914 года), АН Украины (с 1919 года).
Правнук купца и мецената Абрама Израилевича Перетца, внук декабриста Григория Абрамовича Перетца, внучатый племянник Егора Абрамовича Перетца.

## Биография
Родился 19 (31) января 1870 года[уточнить] в Санкт-Петербурге в семье педагога Николая Григорьевича Перетца (1846—1875). Брат — Лев Николаевич Перетц (1871—1942) — журналист.
В 1893 году окончил историко-филологический факультет Императорского Санкт-Петербургского университета; в 1896—1903 годах был в нём приват-доцентом. Защитил магистерскую (1900) и докторскую (1902) диссертации, посвящённые историческим связям русской и украинской виршевой и песенной поэзии XVI—XVIII вв. и влиянию польской поэзии на украинское стихотворство XVI—XVII вв. (Историко-литературные исследования и материалы. — СПб., 1900—1902. Т. 1—3). Женился 5 октября 1897 года на Неонилле Ивановне Арабажиной. У них 12 мая 1899 года родилась двойня: Нина и Владимир.
В 1900 году был награждён Макариевской премией, в 1903 году стал лауреатом малой Ломоносовской премии и профессором киевского университета Св. Владимира (кафедра русского языка и словесности), где создал в 1907 году «Семинарий русской филологии». Его учениками были: В. Адрианова-Перетц (супруга учёного), Н. Гудзий, Н. Зеров, П. Филипович, В. Каверин, М. Драй-Хмара, А. Багрий, Ш. Чобану, С. и В. Масловы и др.
С 1914 года — член Академии наук. В 1914—1917 годах, работая в Академии наук, одновременно преподавал в Петроградском (затем — Ленинградском) университете историю древнерусской, старинной украинской и белоруской литератур и народной словесности. Продолжил вести семинарий русской филологии в Санкт-Петербурге.
В 1917—1921 годах работал в Самаре; стал одним из создателей и профессором Педагогического института (1917), превращенного в Самарский государственный университет (1918).
С 1919 года — член Украинской академии наук, в которой руководил Комиссией старинной украинской литературы.
С 1921 года работал Петроград — Ленинграде — в АН СССР, с 1925 года — член академии. Также вёл курс русской филологии в Ленинградском университете.
Был членом многочисленных научных обществ (Русского географического общества, Русского педагогического общества, Исторического общества Нестора-летописца в Киеве, Украинского научного общества в Киеве, Научного общества им. Т. Шевченко и других).
Арестован 11 апреля 1934 года в Ленинграде по делу т. н. «Российской национальной партии»; 16 июня 1934 года ОСО при Коллегии ОГПУ выслан на 3 года в Саратов (по ст. 58). Был исключён из состава АН СССР (решение Политбюро ЦК ВКП(б), 17 июня 1934 года). Умер в ссылке в Саратове в ночь с 23 сентября на 24 сентября 1935 года. Похоронен на Воскресенском кладбище.

Могила В. Н. Перетца на Воскресенском кладбище Саратова

Реабилитирован 9 июля 1957 года Президиумом Ленинградского областного суда. Восстановлен в Академии наук решением Президиума от 30 августа 1957 года. Решение Президиума АН СССР было подтверждено Общим собранием АН СССР 22 марта 1990 года.
8 февраля 2013 года по инициативе украинского исследователя жизни В. Н. Перетца — Артура Рудзицкого, на здании Института филологии Киевского Национального университета им. Тараса Шевченко в Киеве, была установлена памятная доска академику В. Н. Перетцу, авторства киевских скульпторов — О. Сидорука и Б. Крылова. В 2020 году по инициативе А. Рудзицкого Национальный Банк Украины выпустил памятную монету «150 лет академику В. Н. Перетцу».

## Важнейшие труды
- «Современная русская народная песня» (1893);
- «Малорусские вирши и песни в записях XVI—XVIII веков» (1899);
- «Историко-литературные исследования и материалы. Т. I. Из истории русской песни» (1900);
- «Заметки и материалы для истории песни в России» (1901);
- «Историко-литературные исследования. Т. III. Из истории развития русской поэзии XVIII века» (1902);
- «Очерки старинной малорусской поэзии» (1903);
- «Историко-литературные исследования. Т. II. Из истории старинной русской повести. Слухи и толки о патриархе Никоне в изображении писателей XVII—XVIII столетий» (1900);
- «Повесть о трех королях-волхвах по списку XV века» (1903);
- «Кукольный театр на Руси» (1895);
- «Памятники русской драмы эпохи Петра Великого» (1903);
- «Скоморошьи вирши по рукописи XVIII века» (1898);
- «К истории польского и русского народного театра» (1905);
- «Очерки по истории поэтического стиля в России» (1905—06)
- «Старинный театр в России XVII—XVIII вв.» (1923);
- «Слово о полку Iгоревім» (1926);
- «Исследования и материалы по истории старинной украинской литературы XVI—XVIII вв.» (1962).